# Mike Thiv
Mike Thiv (n. 1970 ) es un botánico alemán, desarrollando sus actividades académicas en el Departamento de Botánica, director de Fanerógamas y Pteridófitas, Universidad de Maguncia Joannes Gutenberg; y desde 2004 es director del Dto. de Botánica en el Museo de Historia natural de Stuttgart.
En 1995 obtiene su M.Sc., defendiendo su tesis (adviser Prof. Wilhem Sauer): "Estudios cariológicos y biogeográficos sobre Pulmonaria L. (Boraginaceae) en el sudoeste de Alemania"
Entre 2001 y 2003 realiza estudios postdoctorales en el "Instituto de Botánica Sistemática, Universidad de Zúrich, con el proyecto: "Fitogeografía molecular de taxas seleccionadas del Archipiélago Socotra (Yemen)" con el Prof. Hans P. Linder

## Algunas publicaciones
- m. Thiv, t. Niet, f. Rutschmann, m. Thulin, t. Brune, h.p. Linder. 2011. Trans-Atlantic and trans-African disjunctions of Thamnosma (Rutaceae): Intercontinental long distance dispersal and local differentiation in the arid biome. Am. J. Bot. 98(1): 76–87

- --------, k. Esfeld, m. Koch. 2010. Studying adaptive radiation at the molecular level: a case study in the Macaronesian Crassulaceae-Sempervivoideae. En Glaubrecht, M. (ed.) Evolution in Action - Adaptive Radiations and the Origins of Biodiversity. pp. 35-59. Springer Verlag, Heidelberg

- --------, m. Thulin, m. Hjertson, m. Kropf, h.p. Linder. 2010. Evidence for a vicariant origin of Macaronesian-Eritreo/Arabian disjunctions in Campylanthus Roth (Plantaginaceae). Mol. Phylogenet. Evol. 54: 606-616

- --------, j.-p. Ghogue, v. Grob, k. Huber, e. Pfeifer, r. Rutishauser. 2009. How to get off the mismatch at the generic rank in African Podostemaceae? Pl. Syst. Evol. 283: 57-77

- --------. 2003. A taxonomic revision of Canscora, Cracosna, Duplipetala, Hoppea, Microrphium, Phyllocyclus and Schinziella (Gentianaceae–Canscorinae). Blumea 48 (1 )

- --------. 2000. Molekulare und morphologische Phylogenie und Biogeographie der Gentianaceae-Chironieae und eine Revision der Gattungen Canscora, Cracosna, Duplipetala, Hoppea, Microrphium, Phyllocyclus und Schinziella (Gentianaceae-Canscorinae). Ed. Tectum. 165 pp. ISBN 978-3-8288-0897-3

- La abreviatura «Thiv» se emplea para indicar a Mike Thiv como autoridad en la descripción y clasificación científica de los vegetales.[2]